# Corlay
Corlay (bretonsko Korle) je naselje in občina v francoskem departmaju Côtes-d'Armor regije Bretanje. Leta 2006 je naselje imelo 1.048 prebivalcev.

## Geografija
Kraj leži v pokrajini Bretaniji 34 km jugozahodno od središča Saint-Brieuca.

## Uprava
Corlay je sedež istoimenskega kantona, v katerega so poleg njegove vključene še občine Le Haut-Corlay, Plussulien, Saint-Martin-des-Prés in Saint-Mayeux s 3.108 prebivalci.
Kanton Corlay je sestavni del okrožja Saint-Brieuc.

## Zanimivosti
- grad Château de Corlay iz 12. do 15. stoletja;